# Cormobates leucophaea
Il rampichino golabianca (Cormobates leucophaea (Latham, 1802)) è un uccello passeriforme della famiglia Climacteridae.

## Etimologia
Il nome scientifico della specie, leucophaea, deriva dal greco λευκοφαης (leukophaēs, "bianco splendente"), in riferimento alla livrea di questi uccelli.

## Descrizione

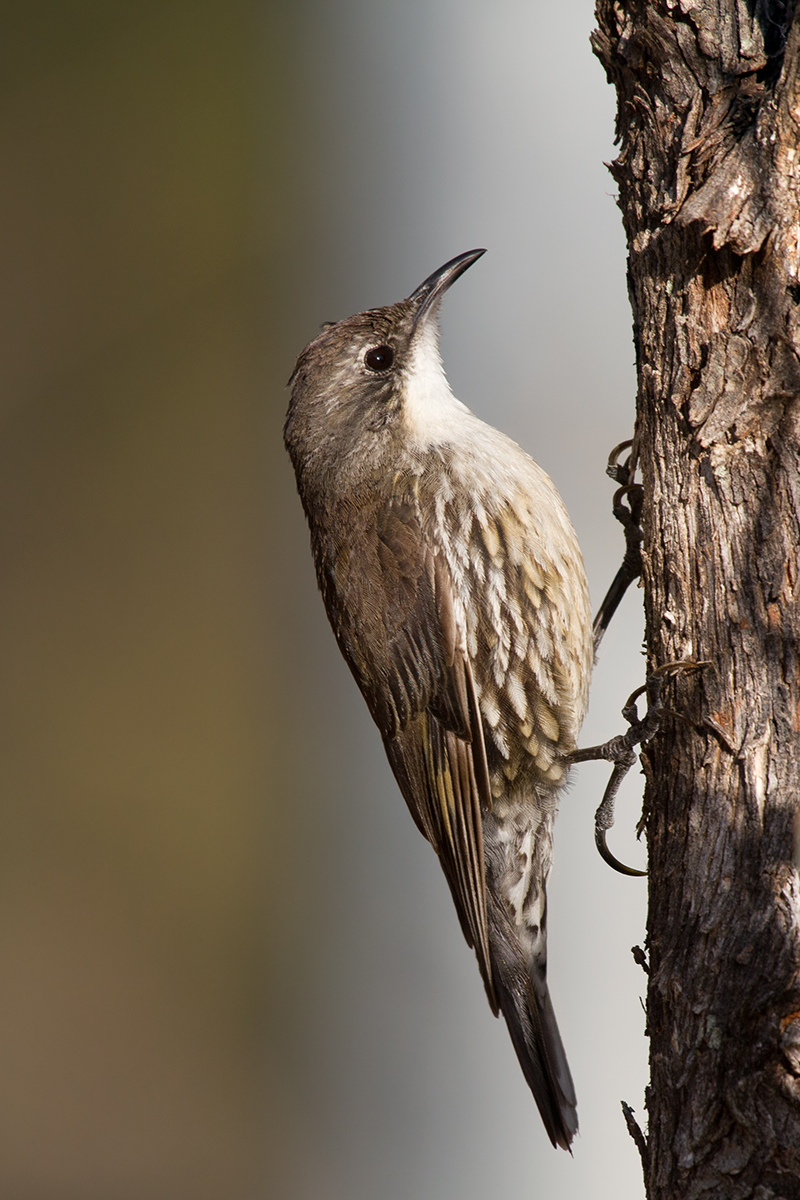
Maschio nel Victoria.
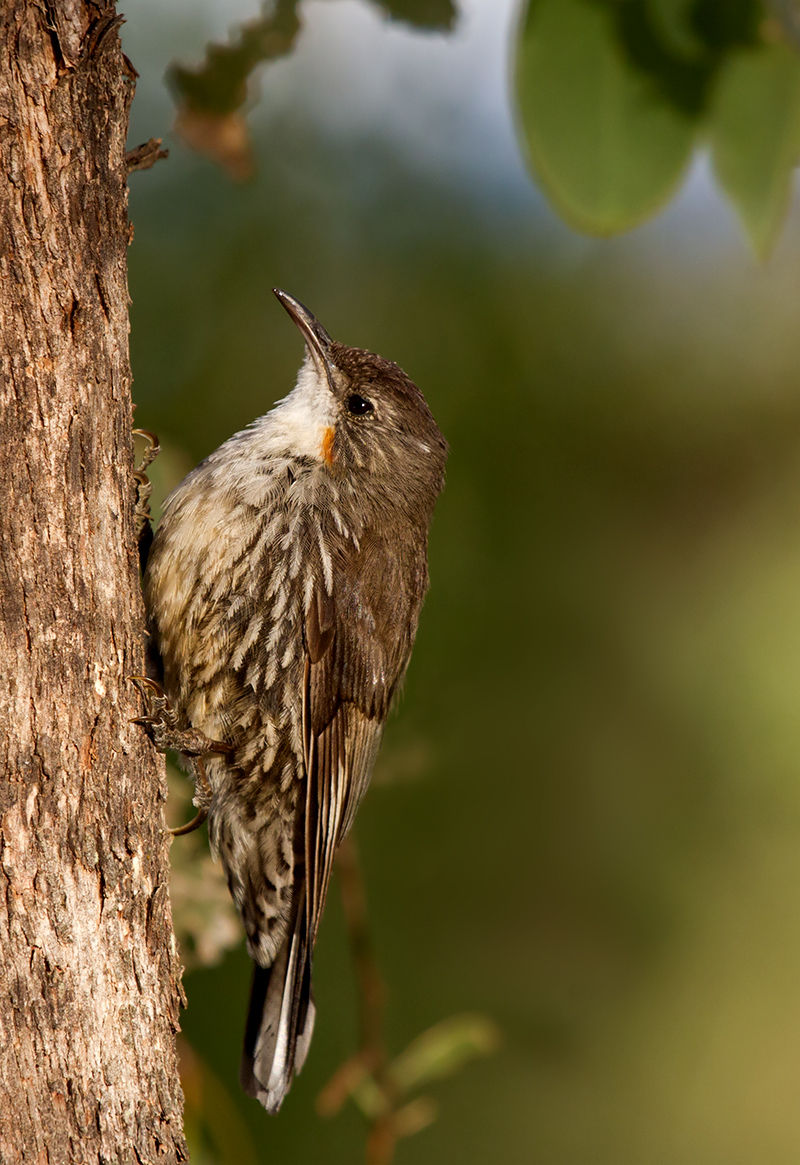
Femmina in natura.

### Dimensioni
Misura 14-16,5 cm di lunghezza, per 17-22 g di peso.

### Aspetto
Si tratta di uccelli dall'aspetto robusto, muniti di testa arrotondata con becco sottile e appuntito lievemente ricurvo verso il basso, ali appuntite, zampe forti e dalle unghie ricurve e coda rigida e rettangolare.
Il piumaggio presenta dimorfismo sessuale: nei maschi la testa (fronte, vertice, nuca, guance, faccia) ed il ventre sono di colore grigio topo, il dorso e le ali sono di colore grigio-brunastro (più scuro sulle remiganti, dove, così come sulla coda, diviene nerastro). Come intuibile dal nome comune, la gola ed il petto sono di colore bianco, mentre i fianchi ed il sottocoda sono grigio-bruni con le singole penne dalla punta bianca, a dare un effetto screziato.

Nelle femmine, la livrea dorsale è maggiormente tendente al bruno, con presenza di decise sfumature di color arancio su guance e fronte.
In ambedue i sessi, becco e zampe sono nerastri (il primo con punta inferiore tendente al grigio-avorio), mentre gli occhi sono di colore bruno scuro.

## Biologia

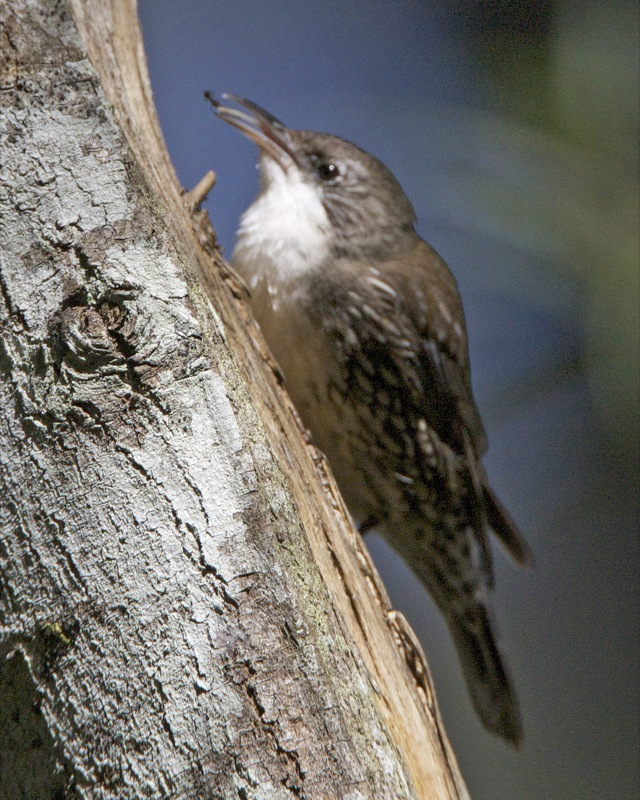
Esemplare alla ricerca di cibo nei pressi di Capo Otway.

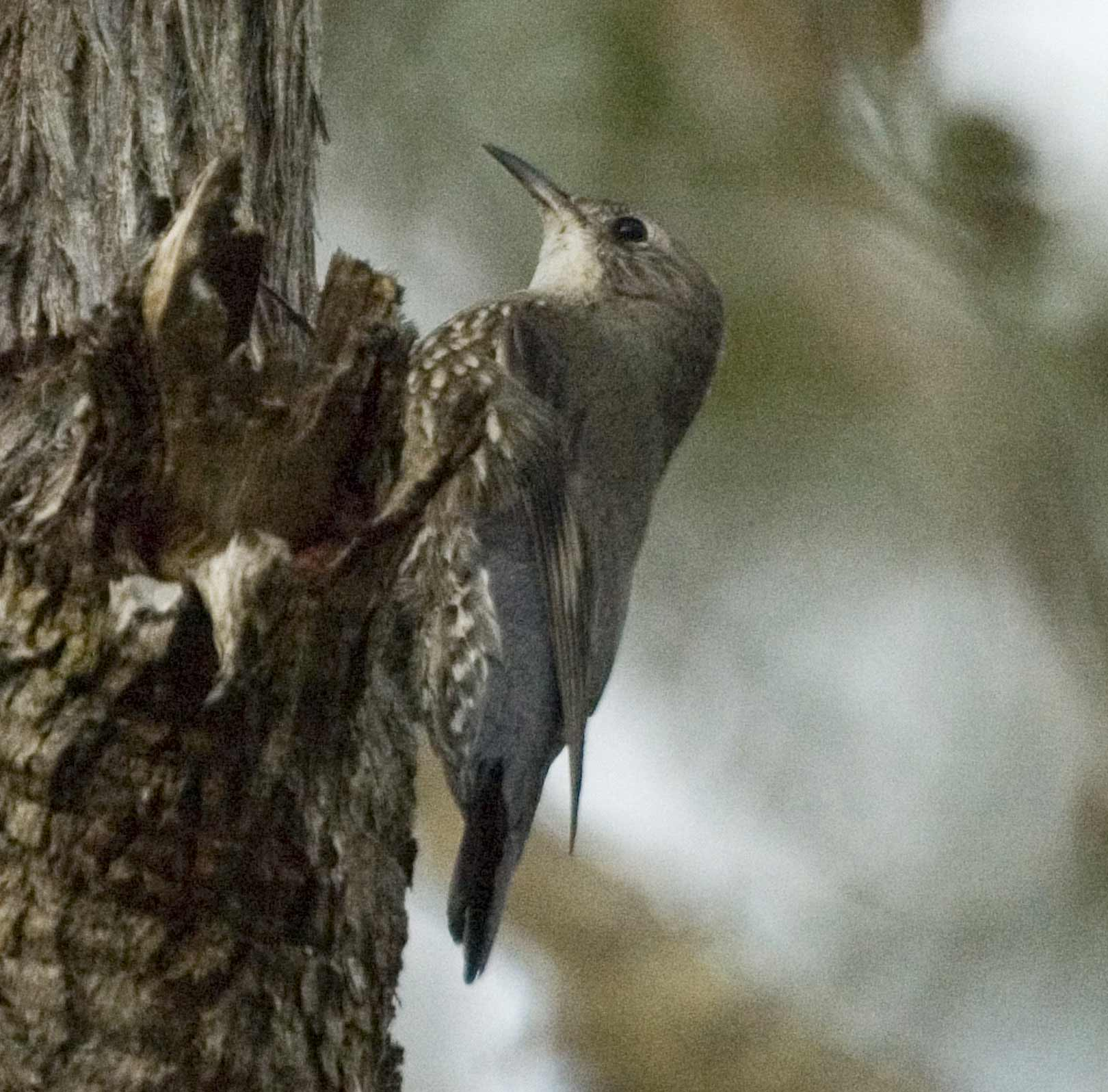
Maschio nel Queensland.

Si tratta di uccelli dalle abitudini diurne e tendenzialmente solitarie, che tuttavia durante la stagione riproduttiva si riuniscono in coppie molto unite: il rampichino golabianca passa la maggior parte delle sue giornate alla ricerca di cibo, muovendosi velocemente lungo i tronchi e i rami degli alberi (aiutato nel farlo dalle forti zampe unghiute e dalla coda rigida, che funge ottimamente da supporto quando l'animale sosta su superfici verticali), dei quali ispeziona ogni crepa e cavità per individuare eventuali fonti di cibo.
Il richiamo di questi uccelli consiste in una rapida sequenza di note pigolanti flautate.

### Alimentazione
La dieta del rampichino golabianca è perlopiù insettivora, consistendo di piccoli insetti ed altri invertebrati (soprattutto formiche e ragni), nonché delle loro uova: questi uccelli sono inoltre stati osservati mentre si cibavano di linfa, e più raramente anche di nettare.

### Riproduzione
La stagione riproduttiva va da agosto a gennaio, con picchi delle deposizioni proprio nel primo mese e in dicembre: si tratta di uccelli monogami, che portano avanti una singola covata per stagione riproduttiva e (a differenza degli altri rampichini australiani) non beneficiano dell'aiuto di altri individui durante l'evento riproduttivo.
Il nido, a forma di coppa, viene costruito intrecciando muschio, pelame e piume sul fondo della cavità di un albero, a 4-5 m dal suolo: al suo interno, la femmina depone 2-3 uova di color bianco-crema, con presenza di rada maculatura bruno-rossiccia, che essa provvede a covare (imbeccata nel frattempo dal maschio) per circa due settimane, al termine delle quali schiudono pulli ciechi ed implumi, che ambedue i genitori provvedono a imbeccare fino all'indipendenza (raggiunta a circa un mese e mezzo dalla schiusa).

## Distribuzione e habitat

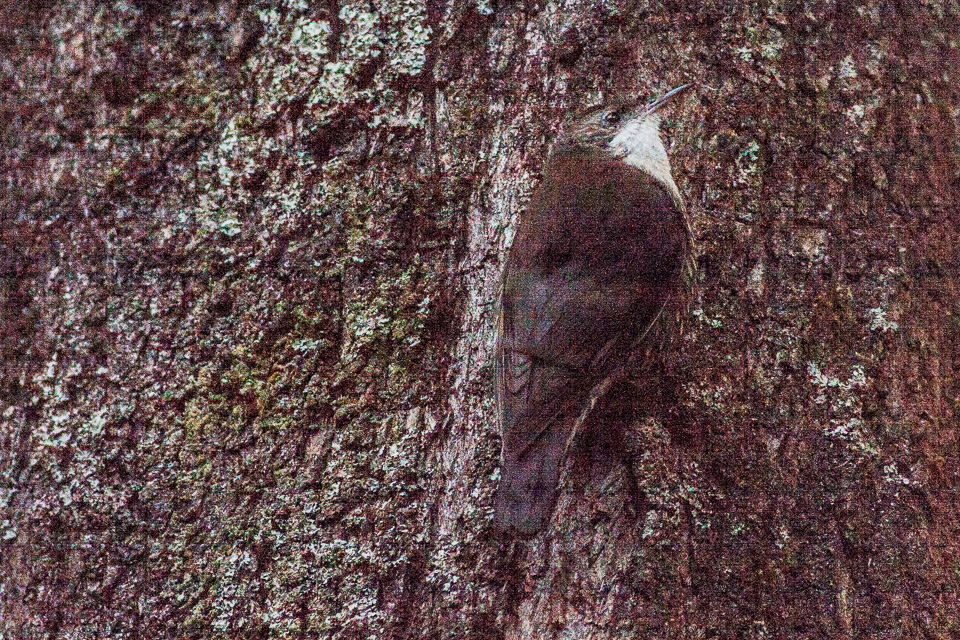
Esemplare in natura.

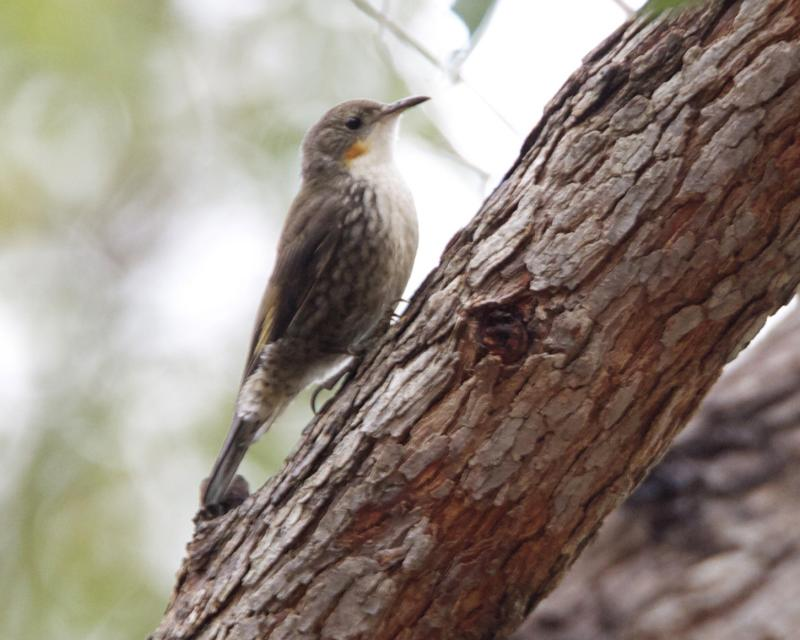
Femmina nella contea di Eurobodalla.

Il rampichino golabianca è endemico dell'Australia, della quale abita la costa orientale e sud-orientale, dalle coste orientali del golfo St Vincent fino ai dintorni di Cooktown.
L'habitat di questi uccelli è rappresentato dalle aree boschive e alberate, dalla foresta pluviale tropicale e subtropicale alla macchia mediterranea, ai boschi di eucalipto, con preferenza per le aree popolate da specie dal tronco grinzoso e ricco di spaccature, ove cercare il cibo.

## Tassonomia

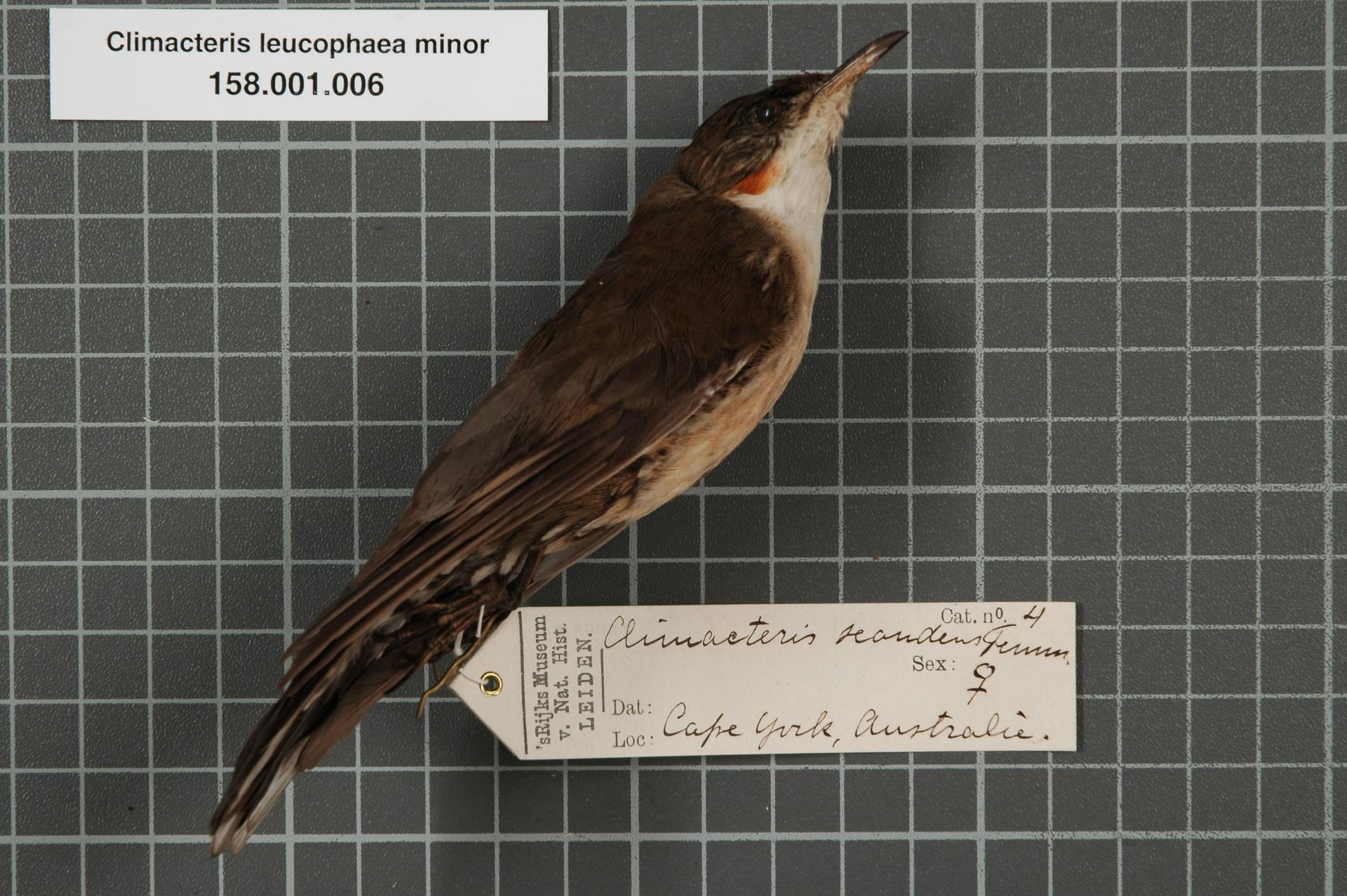
Femmina impagliata della sottospecie (secondo alcuni specie a sé stante) minor.

Se ne riconoscono cinque sottospecie:
- Cormobates leucophaea minor (Ramsay, 1891) - diffuso negli altipiani del Queensland nord-orientale;
- Cormobates leucophaea intermedia (Boles & Longmore, 1984) - diffusa nelle aree montuose del Queensland centro-orientale;
- Cormobates leucophaea metastasis Schodde, 1989 - diffusa nell'area di confine costiera fra Queensland e Nuovo Galles del Sud;
- Cormobates leucophaea leucophaea (Latham, 1802) - la sottospecie nominale, diffusa nel sud dell'areale occupato dalla specie (bacino Murray-Darling, Nuovo Galles del Sud centrale e Victoria);
- Cormobates leucophaea grisescens (Mathews, 1912) - endemica dell'estremo sud-est dell'areale occupato dalla specie (area collinare e montuosa ad est di Adelaide);

Alcuni autori considererebbero la sottospecie minor (piuttosto distinta geneticamente) una specie a sé stante, ma le similitudini nei richiami e nella livrea e la presenza abituale di meticciamento nelle aree in cui gli areali delle varie sottospecie si sovrappongono sembrerebbero andare contro questa ipotesi.